# 装鬼兵
装鬼兵（日语：装鬼兵MDガイスト）是一部日本漫畫、动画，由Hayato Ikeda、大畑晃一执导，动画共3集，该作主要讲述的是一个被基因改造的，并且非常危险的士兵（Geist）所发生的故事。

## 动画劇情簡介
一个被基因改造，并且因此而弑杀的，并且正在被密封的士兵在一次意外中被苏醒，至于为何他被制造出来，是因为外星人反对地球殖民，其中星球正规军为了得到胜利，于是开发了这种非常危险，并且攻击起来不分你我的士兵。其后一个这种类型的士兵（就是主角）以假死的状态被发射在了一个星球上。
其后这个士兵被唤醒，然后他和强盗团以及星球的军官以及其他人因为一些目的合作过。

## 制作
很多人都认为动画的导演是Hayato Ikeda，但是实际上该动画的制作导演是大畑晃一，并且当时大畑晃一比较年轻，缺乏动画制作经验，所以动画的表现方面有很多的问题。

## 发布
该动画最初在日本发行。1988 年，Gaga Communications 制作了名为“Thunder Warrior”的 OVA 预告片，以此希望该作品能和一些其他的作品销售到北美市场的一系列其他动漫作品。 1996 年，Central Park Media 发行了该作的剪辑版，其中包含大约五分钟左右的额外剧情。几个月后，CPM 发布了该系列第二集，此外，该公司还委托大畑晃一和美国艺术家蒂姆·埃尔德雷德 (Tim Eldred)一起制作了衍生漫画，该作对原作的一些设定做出解释。
在美国，该动画分别于2008年9月29日和10月6日的美国东部时间午夜时段播出了该系列的动画。在 Central Park Media 关闭后，ADV Films获得了该动画的播放的许可，并于 2009 年7月以 DVD 形式发行。

## 评价
Darius Washington在Otaku USA杂志上将该作定义为一部很有特色的动画 John O'Donnell 开玩笑地将该动画命名为“有史以来最好的烂动画”。